# 결혼은, 미친 짓이다
《결혼은, 미친 짓이다》는 이만교가 집필한 대한민국의 소설 작품이다. 2000년 제24회 오늘의 작가상을 수상하여 같은 해 5월 20일에 출간되었으며, 2002년에 이 작품을 원작으로 하는 동명의 영화가 개봉되었다. 

## 줄거리
대학 시간 강사인 주인공 "나"는 결혼을 앞둔 친구 규진으로부터 결혼식 사회를 부탁받는다. 나는 넥타이 선물을 받는 대신 예비 신부 유리의 친구를 소개시켜 달라고 제안한다. 규진과 다시 만난 나는 규진이 옛 여자 친구인 지영과 다시 만난다는 고백을 듣는다. 규진과 유리의 주선으로 "그녀"를 만난 나는 상투적인 대화를 주고받은 뒤 할리우드 액션 영화를 보고 스테이크를 먹는다. 고전 찻집으로 지리를 옮긴 후 술을 못 마신다던 그녀는 술을 꽤 마시고는 아까 본 영화는 사실 이미 본 영화라고 고백한다. 막차가 끊긴 후 찻집을 나온 나는 그녀에게 택시를 타는 것보다는 여관비가 쌀 것 같다는 제안을 하고, 여관에서 그녀와 섹스를 한다.
이후 나는 그녀와 몇 번을 만나 섹스를 한다. 규진의 결혼식이 끝나고 그녀와 다시 만난 나는 병원에 입원한 어머니에게 그녀를 소개하지만 아는 후배일 뿐이라고 둘러댄다. 그녀는 맞선을 본 의사와 나 중에서 한 명과 결혼할 것이라고 말하지만 나는 "너는 조건을 포기할 수 없다"며 의사와 결혼하라고 말한다. 나와 그녀는 그녀의 신혼집을 둘려본 후 충동적으로 마치 신혼 여행을 가는 것처럼 서해안으로 여행을 간다. 나는 신부 메이크업을 하는 여동생이 어떤 남자와 동거하는 것을 알게 된다. 그녀가 결혼한 후 나는 집에서 독립해 학교 근처에 작은 자취방을 얻는다. 얼마 후 나는 규진이 지영과 계속 만나는 것을 틀켜 유리와 별거 중이라는 사실을 알게 된다. 그녀는 나의 자취방에 격주로 찾아오며 주말 부부 행세를 한다.

## 단행본
| 제목                | 출판일          | ISBN            | 비고                |
| ------------------- | --------------- | --------------- | ------------------- |
| 결혼은, 미친 짓이다 | 2000년 5월 20일 | ISBN 8937403455 |                     |
| 결혼은, 미친 짓이다 | 2005년 10월 1일 | ISBN 8937420287 | 오늘의 작가 총서 28 |

## 영화
이 작품을 원작으로 하여 유하가 감독한 동명 영화가 2002년 4월 26일에 개봉되었으며, 감우성과 엄정화가 주연으로 출연하였다. 대략적인 줄거리는 소설과 영화가 동일하지만 영화에서는 남자 주인공의 가족, 여자, 친구 관계 대한 묘사가 상당히 생략되었다.